# John Bettis
Pour les articles homonymes, voir Bettis.
John Bettis, né le 24 octobre 1946 à Long Beach, est un parolier américain.
Il a écrit les paroles de chansons pour les Carpenters, Madonna (Crazy for You), Michael Jackson (Human Nature), The Pointer Sisters, Diana Ross, Jennifer Warnes, Peabo Bryson ou Barbara Mandrell.
Bettis a également coécrit One Moment in Time, l'hymne des Jeux olympiques d'été de 1988 interprété par Whitney Houston. 